# NGC 2510
NGC 2510 é uma galáxia lenticular (S0) localizada na direcção da constelação de Canis Minor. Possui uma declinação de +09° 29' 10" e uma ascensão recta de 8 horas, 02 minutos e 10,5 segundos.
A galáxia NGC 2510 foi descoberta em 31 de Janeiro de 1851 por William Parsons.